# 第二次盖奥克泰佩战役
第二次盖奥克泰佩战役，俄方称为阿哈尔帖克远征，是1880年到1881年俄罗斯入侵中亚地区期间侵略阿哈尔帖克土库曼人的主要战役，俄军击败了了阿哈尔帖克土库曼人，控制了现在土库曼斯坦的大部分地区，几乎完成了俄罗斯对中亚的征服。

## 行军和围困
盖奥克泰佩地区是阿哈尔绿洲的一部分，从克佩特山脉流下的溪流支持该地区发展了灌溉农业。这场战斗爆发的地点也被称为邓吉尔泰佩（Denghil-Tepe或Dangil Teppe）。有分析认为，邓吉尔泰佩是帖克人堡垒的名称，而盖奥克泰佩（Geok Tepe，土库曼语中含义为“蓝山”）泛指这周围的地区。帖克人的堡垒占地2.6平方公里，泥墙高3米厚5.5米，墙外壕沟深1.2米。
1879年俄军在此被击败，后又开始计划新战役，因为阿哈尔省是一片绿洲，被数百公里半沙漠地形包围，故备战要点在增加补给。1880年3月，米哈伊尔·斯科别列夫被任命掌管外里海地区军务。他采用了上次盖奥克泰佩战役中拉扎列夫中将的最初计划，缓慢进军大规模推进，但他没有选择按原计划在科嘉凯勒（Khoja Kale）建立补给基地，而选择了克佩特山脈北侧的巴米（Bami），吸取上次战役经验放弃猛攻要塞，准备徐徐图之围攻盖奥克泰佩。
斯科别列夫于5月抵达奇基什利亚尔（Chikishlyar），沿阿特列克河（Atrek）和苏姆巴尔河（Sumbar）穿过沙漠进军。6月11日他占领了巴米（Bami），由于缺乏骆驼运输，补给基地建设进程缓慢。
7月，斯科别列夫派人武装侦察盖奥克泰佩。到12月上半月，人员补给到位，斯科别列夫出动占领了盖奥克泰佩以西几公里处的一个堡垒，将其改名为“萨穆尔”。12月27日，庫羅帕特金率领5个连队援军，从希瓦出发穿越沙漠抵达战场。到月底，斯科别列夫拥有4020名步兵、750名骑兵以及大炮、火箭火箭弹、几挺机枪，还有用于通信的日光仪。俄军认为这一地区有约40,000帖克人。1881年1月1日，斯科别列夫为控制供水占领盖奥克泰佩要塞南部的扬吉卡拉（Yanghi-Kala），第二天选择要塞东南角作为攻击点，次日将主要营地转移到扬吉卡拉（Yanghi-Kala）。1月4日至8日，第一条战线在堡垒约600米外建成，开始第二条战线的建设。为了保护建设，一支分队被派去占领一个北部的棱堡，彼得鲁舍维奇将军在攻进棱堡大门后被杀。帖克人于9日、11日和16日出动进攻，行动颇具成果，但战死了许多士兵。俄军为应对帖克人出动，两次向北移动营地。俄军只有足够的人来在东南角守住攻城线，帖克人有机会从堡垒北侧进出。1月18日，俄军开始在堡垒东南侧布置炸药。1月20日炮兵在南面护墙轰开缺口，但很快被帖克人修复。1月23日，俄军炸药布置完工，共布下炸药约1200千克。

## 战斗

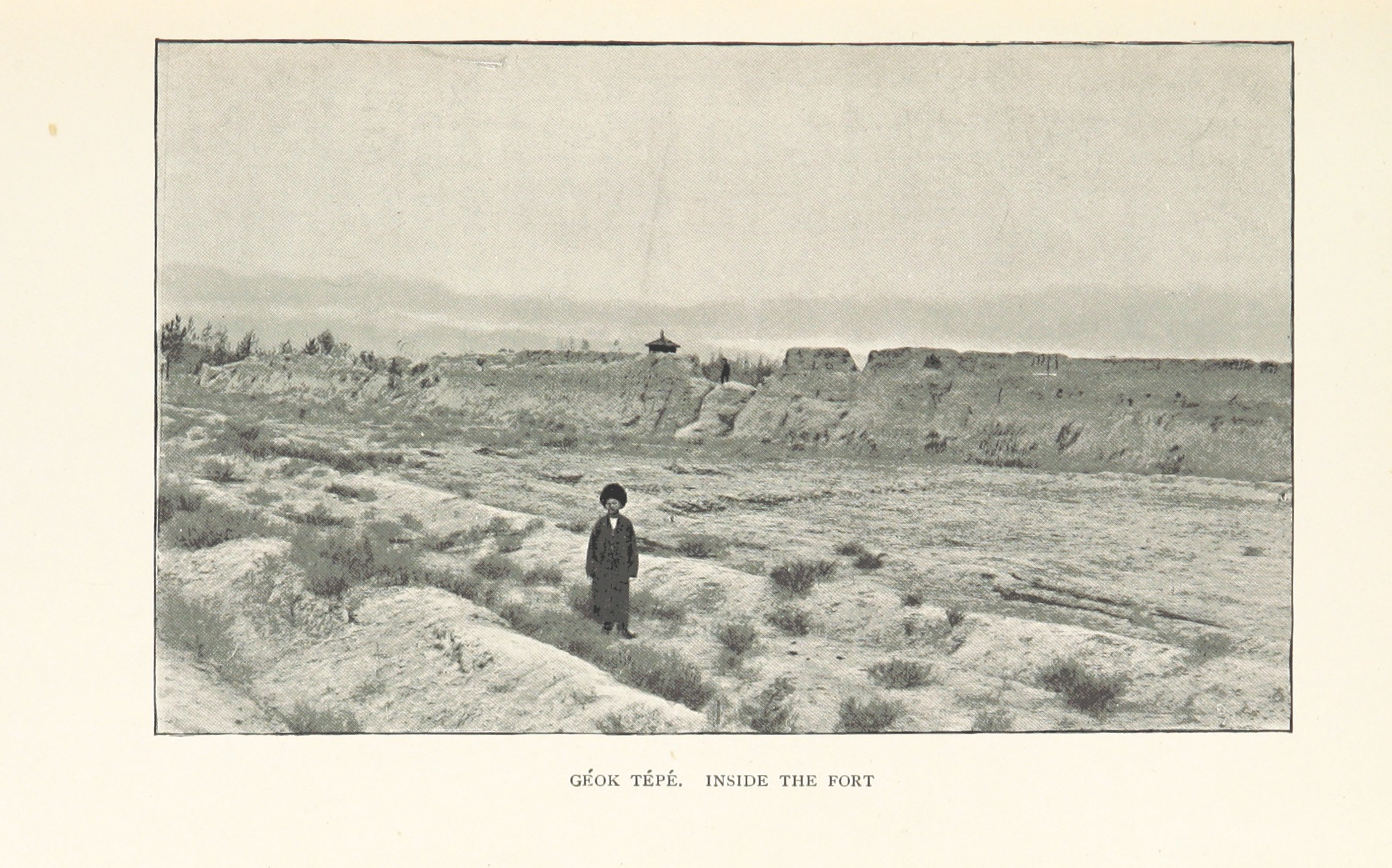
堡垒的废墟

1月24日7时，俄军开始攻击。一方面为了夺取棱垒，俄军佯攻西侧吸引火力；一方面所有大炮同时开火，南面的轰击重新打开了护墙的突破口，科泽尔科夫带领八个连队进入南部突破口；东南方向，俄军布置的炸药于11时20分爆炸，在护墙上制造了43米长的缺口，庫羅帕特金带领十一个半连队攻入突破口，成功占领护墙。由于突破口太小，俄军在南部受阻，等到后续部队跟进后才攻破护墙，侧翼也被俄军用登城梯拿下。两方面俄军联合起来，按照指示开始巩固战国。同时，西侧俄军也登上了护墙。眼见战场态势有利，斯科别列夫下令全面推进。到了下午，堡垒西北角的小山也被攻占，帖克人只得越过北墙逃跑。俄军骑兵持续追击了16公里，直到夜幕降临时才收兵。

## 后果
在最后战斗的一天中，斯科别列夫报告有59人阵亡，304人受伤，85人受轻伤。整个一月份，俄军5,000人中伤亡1108人，消耗了287,314发子弹、5,864发炮弹和224枚火箭弹，数以千计的运输骆驼在战役期间死亡。帖克人伤亡约20,000人。斯科别列夫在报告最后写道：“要塞被占领后，我们发现有6,500具尸体被掩埋，在追击过程中击杀有8,000人。”在前一页他写道：“在龙骑兵和哥萨克骑兵的追杀中……被杀男女共达8,000人。”
1月30日，俄军东南向行军45公里，占领了当时尚不发达的阿什哈巴德。由于损失惨重供应不足，他们无法走得更远。因为有过度屠杀平民之嫌，斯科别列夫被免职。1881年5月6日，俄罗斯帝国宣布建立外里海州，由高加索总督管辖。9月，俄罗斯与波斯签署了阿哈尔条约，正式将阿特列克河（Atrek）作为边界。俄军之后又于1884年夺取了梅尔夫，1885年推进向潘杰德，征服了土库曼斯坦地区。
20世纪90年代，土库曼人为纪念盖奥克泰佩围城战和土库曼抵抗者建造了一座清真寺，也为这场战斗设立全国哀悼日。帖克人在盖奥克泰佩战役的抵抗精神经常被认为是土库曼人民族自豪感的源泉。

## 延伸阅读
- 俄罗斯突厥斯坦
- 土库曼斯坦历史
- 俄罗斯征服突厥斯坦
- 战场鸟瞰图和纪念清真寺38°10′02″N 57°58′04″E / 38.167286°N 57.967847°E